# Choiseul (Insel)

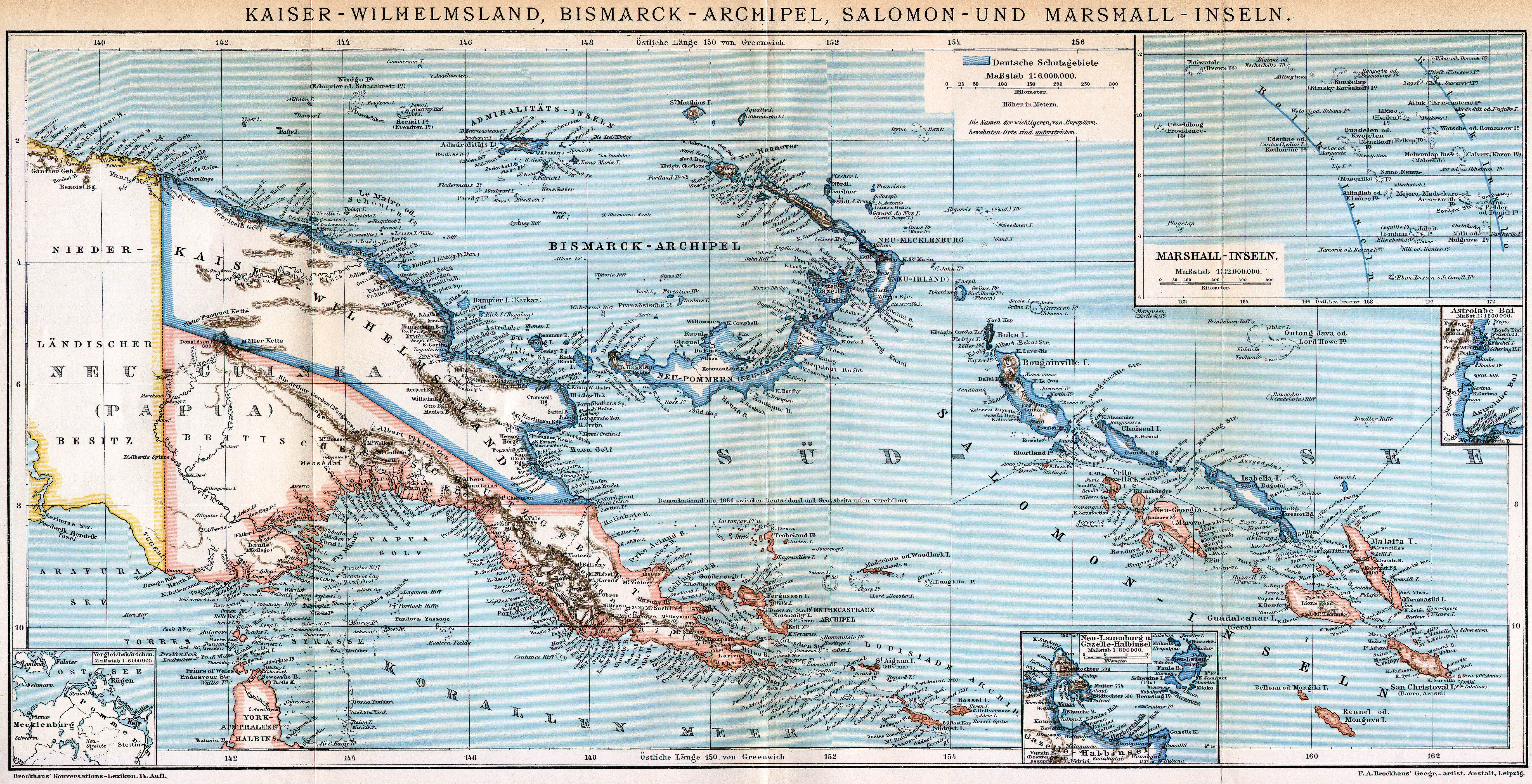
Auf der Karte von 1894/1896 ist Choiseul noch als Teil von Deutsch-Neuguinea dargestellt.

Die Insel Choiseul, traditionell Lauru genannt, liegt in der gleichnamigen Nordprovinz des pazifischen Inselstaats der Salomonen. Sie grenzt im Süden an die Salomoneninsel Santa Isabel und im Norden an die Insel Bougainville (Papua-Neuguinea).
Choiseul ist eine der größten der Salomon-Inseln. Die längliche Insel hat eine Landfläche von 3294 km²; höchste Erhebung ist mit 1.067 m der Mount Maetambe im dicht bewaldeten Inneren der Insel. Die 1769 vom französischen Seefahrer Surville entdeckte Ostspitze der Insel wurde früher von Admiral von Krusenstern nach einem Offizier Survilles als Cap Labé bezeichnet.
Durch den Samoa-Vertrag (1899) verzichteten die Deutschen auf ihre Rechte an Teilen der Südlichen Salomonen. Dadurch wurde Choiseul, das seit 1885 Teil von Deutsch-Neuguinea war, Kolonialbesitz Großbritanniens.
1999 hatte Choiseul rund 20.000 Einwohner. Sie leben meist in kleineren Dörfern an der West- und Ostküste; Hauptort ist Malevangga im Norden.

## Geschichte
1568 sichtete der spanische Seefahrer Alvaro de Mendaña de Neyra nordwestlich vor Santa Isabel eine große Insel, die er San Marcos nannte. Er landete jedoch nicht auf der Insel, bei der es sich höchstwahrscheinlich um Choiseul handelte. Aufgrund eines Kartierungsfehlers wurde diese erst 1768 von dem französischen Forscher Louis Antoine de Bougainville für Europa wiederentdeckt. Er benannte sie nach dem damaligen französischen Außenminister Étienne-François de Choiseul. Die Insel gehörte von 1886 bis zum Samoa-Vertrag von 1899 zu Deutsch-Neuguinea. Danach ging sie an Großbritannien.
Choiseul bildet zusammen mit den Inseln Taro, Vaghena und Rob Roy eine Provinz des seit 1978 unabhängigen Staats Salomonen.